# Карнаух, Анастасия Евгеньевна
Карнаух-Иванченко Анастасия Евгеньевна (в девичестве — Карнаух, род. 23 марта 1993) — заслуженный мастер спорта России, член сборной команды России по эстетической гимнастике в  команде "Мадонна" 2011-2014 г. Четырехкратная чемпионка Мира, четырехкратная чемпионка Европы среди студентов. Неоднократная победительница Чемпионатов и Кубков России. Неоднократная победительница Этапов Кубка Мира по эстетической гимнастике. Мастер спорта России по художественной гимнастике. Член сборной команды России 2005-2010 г.
Биография:
Родилась 23 марта 1993 года. В городе Каменск-Уральский Свердловской области.
Профессиональная карьера
1998-2014г Тренеры: Шумилова Анна Вячеславовна (Дьяченко), Глызина Сания Валентиновна
Род деятельности
Тренер СК «Легенда» по эстетической гимнастике г. Екатеринбург
Образование
высшее, Московский педагогический государственный университет